# Elliniko (Argolis)
Elliniko (griechisch Ελληνικό (n. sg.)) ist ein griechischer Ort und eine Ortsgemeinschaft in der Argolis.

## Der Ort Elliniko
Der Ort liegt etwa in 160 m Höhe am Fuße des Berges Artemisio etwa 2 km westlich des Ortes Kefalari. Früher hielt man den Ort für das antike Kenchreai. Heute vermutet man jedoch, dass dieser Ort etwa 3,5 km südöstlich bei dem Ort Skafidaki lag. Am östlichen Ortseingang neben der Kirche Agia Triada liegt die Pyramide von Hellinikon, ein Gebäude aus dem 4. Jahrhundert v. Chr.

### Entwicklung der Einwohnerzahl des Ortes
| Jahr      | 1928 | 1940 | 1951 | 1961 | 1971 | 1981 | 1991 | 2001 | 2011 |
| --------- | ---- | ---- | ---- | ---- | ---- | ---- | ---- | ---- | ---- |
| Einwohner | 160  | 349  | 395  | 370  | 301  | 345  | 379  | 383  | 378  |

## Die Ortsgemeinschaft Elliniko
Bis 1997 bildete die Ortsgemeinschaft Elliniko eine gleichnamige, selbstständige Landgemeinde. 1997 mit der Kallikratis-Reform wurde die Landgemeinde zu einer Ortsgemeinschaft innerhalb der Gemeinde Argos herabgestuft. Die Ortsgemeinschaft wird auch Kryoneri genannt.

### Gliederung der Ortsgemeinschaft
- Ortsgemeinschaft Elliniko – Τοπική Κοινότητα Ελληνικού (Κρυονερίου) – 410 Einwohner
  - Elliniko – Ελληνικό – 378 Einwohner
  - Krya Vrysi – Κρύα Βρύση – 12 Einwohner
  - Kryoneri – Κρυονέρι – unbewohnt
  - Tourniki – Τουρνίκι – 3 Einwohner
  - Zonga – Ζόγκα – 17 Einwohner